# Andra slaget vid Masuriska sjöarna
Andra slaget vid Masuriska sjöarna var ett slag under första världskriget mellan ryska och tyska trupper, 7-22 februari 1915. 
Slaget var en del av Hindenburgs tvådelade plan att pressa Ryssland, med syftet att besegra Ryssland och avsluta kriget på östfronten.
Offensiven syftade till att tvinga ryssarna att dra sig tillbaka öster om floden Weichsel. I den norra delen skulle de 8. och 10. arméerna sättas in mot den ryska 10. armén på de smala landremsorna mellan de Masuriska sjöarna.
Planen sanktionerades av generalstabschefen Erich von Falkenhayn, trots hans motstånd mot att sätta in styrkor på östfronten, då kriget enligt hans uppfattning skulle vinnas på västfronten.

## Slaget
Slaget inleddes under en kraftig snöstorm den 7 februari och överraskade ryssarnas södra flank. Två dagar senare anfölls ryssarnas norra flank och sammanlagt ryckte tyskarna på sju dagar fram 113 km.
Ryssarna hotades av omringning, men förskansade sig och kämpade hårt i Augustowoskogen under mer än en vecka, vilket förhindrade tyskarna från att rycka fram. Till slut kapitulerade de ryska trupperna den 21 februari, men deras motstånd hade gjort det möjligt för de övriga kårerna att undkomma.

## Resultat
De ryska förlusterna uppgick till 200 000 man och 100 000 tillfångatagna. De tyska förlusterna var relativt små.
Den ryska 12. armén attackerade den tyska högerflygeln den 22 februari, vilket förhindrade fortsatt tysk framryckning österut. Vädret försämrades och tyskarna vände söderut mot Warszawa. Den tyske kejsaren utropade slaget som en stor seger.